# Lepidiota dybasi
Lepidiota dybasi är en skalbaggsart som beskrevs av Cartwright och Gordon 1971. Lepidiota dybasi ingår i släktet Lepidiota och familjen Melolonthidae. Inga underarter finns listade i Catalogue of Life.